# Гауш Олександр Федорович
Олександр Федорович Га́уш рос. Александр Фёдорович Гауш; нар. 11 вересня 1873, Санкт-Петербург — пом. 7 вересня 1947, Сімферополь) — російський і український живописець і художник театру; член Товариства художників імені Киріака Костанді з 1927 року та Спілки художників України з 1940 року. Чоловік художниці Любові Гауш.

## Біографія
Народився 30 серпня (11 вересня) 1873 року в місті Санкт-Петербурзі (тепер Росія). В 1890-ті роки навчався у Павла Чистякова; впродовж 1893–1899 років — у Петербурзькій академії мистецтв (майстерня Олександра Кисельова).
З 1907 по 1920 рік працював хранителем Музею Старого Петербурга. До 1924 року викладав у навчальних закладах Петрограда. У 1924 році був одним з організаторів «Театру Петрушки» у Ленінграді. Протягом 1924–1928 років викладав у навчальних закладах Севастополя; протягом 1928–1938 років — професор Одеського політехнікуму художніх мистецтв (з 1934 року — Одеського художнього училища).
З 1938 року жив у Сімферополі, де і помер 7 вересня 1947 року.

## Творчість
Писав картини в імпресіоністичній манері, потім реалістичній. Малював пейзажі, натюрморти. Серед робіт:
- «Вітер» (1899);
- «Дощовий день» (1900-ті);
- «Великий палац у Царському Селі» (1902);
- «Новгород» (1904);
- «Гвоздика» (1908);
- «Павловський парк» (1908);
- «Водограї» (1908);
- «Весна» (1911);
- «На півдні» (1911);
- «Натюрморт. Дорогоцінні тканини» (1914);
- «Схід сонця» (1915);
- «Осінь в горах» (1915);
- «Сад кримського колгоспу» (1920);
- «Судак. Ґенуезька фортеця» (1920; полотно, олія);
- «Літній вечір» (1922);
- «У Бахчисараї» (1927);
- «Колгосп „Червона зірка“» (1937);
- «Комиш-Бурун» (1938);
- «Весняний пейзаж» (1945; полотно, олія).

|                |                   |               |            |          |
| «Дощовий день» | «Травневий ранок» | «Велика вода» | «Феєрверк» | «Садиба» |

Брав участь у обласних, республіканських, зарубіжних мистецьких виставках з 1900 року. Персональні виставки відбулися у Петрограді у 1916 році та Санкт-Петербурзі у 1992 році (посмертна).
Роботи зберігаються в Державній Третьяковській галереї у Москві, Вологодській картинній галереї, Одеському, Новосибірському, Севастопольському і Сімферопольському художніх музеях, Омському музеї образотворчих мистецтв.